# José Ramón de la Fuente
José Ramón de la Fuente Morató (Castillo de Aro, Gerona, España, 22 de diciembre de 1970) es un exfutbolista y entrenador español. Jugó de guardameta y en la actualidad es entrenador de porteros. Desempeña esa labor en el Fútbol Club Barcelona de la Primera División de España, desde que fue designado por Tito Vilanova en 2012.

## Trayectoria
De la Fuente jugó en Segunda División con el Palamós, Barcelona B, Toledo y Córdoba, para posteriormente iniciar un periplo por varios equipos de Segunda División B. Una vez retirado como futbolista, en la temporada 2008/09 fue el preparador de guardametas del primer equipo del Hércules, club al que llegó de la mano del entrenador Juan Carlos Mandiá. Como ya ocurrió siendo futbolistas del Toledo, en el club herculano coincidieron de nuevo Mandiá como entrenador, Antonio Puche como segundo entrenador, y De la Fuente como preparador de porteros.
En la temporada 2009/10 llegó al Real Racing Club de Santander como técnico auxiliar junto a Juan Carlos Mandiá, pero salió del equipo pocos meses después tras la destitución de este. En junio de 2011 vuelve de la mano de Juan Carlos Mandiá al Hércules en su segunda etapa en el conjunto alicantino como preparador de porteros.
En junio de 2012 se incorpora a la plantilla del Fútbol Club Barcelona como preparador de porteros al mando de su nuevo director técnico Tito Vilanova.

## Clubes

### Como jugador
| Club                | País   | Año       |
| ------------------- | ------ | --------- |
| Palamós CF          | España | 1993-1994 |
| FC Barcelona B      | España | 1994-1995 |
| CD Toledo           | España | 1995-1999 |
| Córdoba CF          | España | 1999-2000 |
| CD Toledo           | España | 2000-2002 |
| Gimnàstic Tarragona | España | 2002-2003 |
| Girona FC           | España | 2003      |
| CE Sabadell FC      | España | 2003-2004 |
| Girona FC           | España | 2004-2005 |
| Écija Balompié      | España | 2005-2006 |

### Como entrenador de porteros
| Club                          | País   | Año        |
| ----------------------------- | ------ | ---------- |
| Hércules CF                   | España | 2008-2009  |
| Real Racing Club de Santander | España | 2009-2010  |
| Hércules CF                   | España | 2011-2012  |
| FC Barcelona                  | España | 2012-2024. |